# Range Rover Evoque
Range Rover Evoque je čtyřmístný automobil typu SUV britské automobilky Land Rover vyráběný od července 2011. Koncept vozidla byl představen už v roce 2008 pod označením LRX. Hlavní rozdíl mezi vyráběným automobilem je označení Range Rover. Jedná se o nejmenší a nejúspornější řadu vozidel Land Rover navrženou s ohledem na požadovanou nižší produkci CO2. Evoque je první
model značky s pohonem jedné nápravy, ale prodává se také s pohonem 4x4. Vyrábí se ve tří i pětidveřové verzi.